# Elecciones generales de Jersey de 1996
Elecciones generales tuvieron lugar en 1996 en Jersey para tanto senadores como diputados a los Estados de Jersey.

## Senadores
- Pierre Horsfall 14 681
- Corrie Stein 11 213
- Len Norman 11 017
- Wendy Kinnard 10 520
- Frank Walker 10 295
- Nigel Quérée 9 761
- Terry Le Principal 9 578
- Mike Vibert 8 709
- David Luna 8 707
- Gary Matthews 6 463
- Bob Poco 4 872
- Mike Dun 1 948
- Geoff Del sur 1 429